# ألبي دي آبرو
ألبي دي آبرو (بالإسبانية: Albi De Abreu) هو منتج أفلام وممثل فنزويلي، ولد في 31 مايو 1975 بكاراكاس في فنزويلا.

## وصلات خارجية
- ألبي دي آبرو على موقع IMDb (الإنجليزية)
- ألبي دي آبرو على موقع قاعدة بيانات الفيلم (الإنجليزية)